# Paul Lemoine (géologue)
Pour les articles homonymes, voir Paul Lemoine et Lemoine.
Paul Lemoine, né le 28 mars 1878 à Paris et mort le 14 mars 1940 dans la même ville, est un géologue français, professeur au Muséum national d'histoire naturelle, directeur de cet établissement de 1932 à 1936, et fondateur du Zoo de Vincennes.

## Biographie
Paul Lemoine est le fils du chimiste Georges Lemoine et de son épouse née Claire Eugénie Guesnet (1852-1928).
Paul Lemoine a épousé le 1er août 1907 à Paris Marie Dujardin-Beaumetz (1887-1986), nièce du peintre et homme politique Étienne Dujardin-Beaumetz.
Une première expédition géologique à Madagascar en 1902 et 1903 lui permet de recueillir les matériaux qui lui servent à rédiger sa thèse de doctorat, soutenue en 1906. Il participe aussi en 1904-1905 à l'expédition au Maroc et dans le Haut-Atlas de René de Segonzac. D'abord chargé de cours à la Faculté des sciences puis à l'École des mines, il est nommé en 1920 à la chaire de géologie du Muséum.
Il meurt à son domicile, 9 rue de Navarre à Paris.

## Publications
- Conférences sur Madagascar, 1904.
- Mission dans le Maroc occidental (automne 1904).
- Études géologiques dans le nord de Madagascar: Contributions à l'histoire géologique de l'océan indien, 1906.
- Géologie du bassin de Paris, 1911.
- Excursion de la Société géologique de France à Vigny et à Meulan (Seine-et-Oise), le 17 mars 1912, sous la conduite de MM. Gustave-Frédéric Dollfus et Paul Lemoine. Étude de la position stratigraphique du calcaire pisolithique, 1912.
- Afrique occidentale, 1913.
- Volcans et tremblements de terre, Paris, Hachette, coll. « La Bibliothèque des merveilles », 1928 (ouvrage de vulgarisation).
- Bilan de cinq ans de direction du Muséum national d'histoire naturelle : 1932-1936, 1936.
- Bibliographie des sciences géologiques, Société géologique de France et Société française de minéralogie, volume VIII (1937) et volume IX (1938), avec Robert Laffitte.

## Distinctions
- Officier de la Légion d'honneur